# Мусаб ибн Умайр
Мус‘а́б ибн ‘Ума́йр аль-Абдари́ (араб. مصعب بن عمير العبدري‎; 585, Мекка — 625, Ухуд, Медина, Хиджаз) — один из сподвижников пророка Мухаммеда. Сыграл большую роль в деле распространения ислама в Медине.

## Биография
Мусаб ибн Умайр родился в богатой мекканской семье. Происходил из рода Абд-ад-Дар племени курайш. После принятия ислама, он некоторое время скрывал это, опасаясь гонений со стороны противников ислама. После того, как его родные узнали о принятии им ислама, они пытались вынудить его отказаться от религии и фактически они держали его под домашним арестом. Спасаясь от гонений, он переехал в Эфиопию, а после приезда оттуда, его семья вынуждена была смириться с тем, что он мусульманин.
В 621 году во время традиционного паломничества к Каабе, представители мединских племён Аус и Хазрадж встретились с пророком Мухаммедом для переговоров в местечке под названием Акаба. Двенадцать мединцев поклялись пророку Мухаммеду поклоняться только Аллаху, не красть, не прелюбодействовать, не убивать детей, воздерживаться от клеветы и злословия, а также поклялись повиноваться Мухаммеду, как пророку.
Первое время в Медине проповедовал Асад ибн Зурара, который столкнулся с определёнными трудностями, и попросил Пророка послать к ним своего представителя. В ответ, Мухаммед послал в Медину Мусаба, который вместе с Асадом стал обучать мусульман Корану и основам исламского вероисповедания. Таким образом, Мусаб ибн Умайр оказался первым мусульманином, совершившим переселение (хиджра) в Медину, до того, как это сделали другие мусульмане. Во время второй клятвы при Акабе, Мусаб приехал с мединцами в Мекку и доложил Пророку об успешном распространении ислама в Медине.
После переселения мусульман из Мекки в Медину (хиджры), Мусаб ибн Умайр продолжил свою самоотверженную деятельность в укреплении мусульманской общины. Он был знаменосцем мусульман в битве при Бадре и в битве при Ухуде, во время которой он и погиб.